# Jermakowskoje
Jermakowskoje (russisch Ермако́вское) ist ein großes Dorf (selo) in der Region Krasnojarsk in Russland mit 8557 Einwohnern (Stand 14. Oktober 2010).

## Geographie
Der Ort liegt gut 300 km Luftlinie südlich des Regionsverwaltungszentrums Krasnojarsk und knapp 70 km südöstlich von Minussinsk am Nordrand des Westsajan. Er befindet sich am linken Ufer des rechten Jenissei-Nebenflusses Oja, etwa 7 km oberhalb der Einmündung seines rechten Zuflusses Kebesch.
Jermakowskoje ist Verwaltungszentrum des Rajons Jermakowski sowie Sitz der Landgemeinde (selskoje posselenije) Jermakowski selsowet, zu der außerdem das Dorf Nikolajewka (5 km nordwestlich) sowie die Siedlungen Nowoosjorny (4 km südlich) und Pessotschny (3 km östlich) gehören.

## Geschichte
Das Dorf Ort wurde 1862 von Umsiedlern aus dem europäischen Teil des Russischen Reiches gegründet. Im 19. Jahrhundert war es Verbannungsort für politische Häftlinge; dort starb beispielsweise 1899 der Sozialdemokrat Anatoli Wanejew. Am 4. April 1924 wurde Jermakowskoje Verwaltungssitz eines nach ihm benannten Rajons. Zeitweise (beispielsweise in den Daten der Volkszählung 1939) war auch die Namensform Jermakowo in Gebrauch.

## Bevölkerungsentwicklung
| Jahr | Einwohner |
| ---- | --------- |
| 1897 | 1996      |
| 1939 | 5386      |
| 1959 | 6266      |
| 1970 | 7563      |
| 1979 | 8261      |
| 1989 | 9494      |
| 2002 | 9051      |
| 2010 | 8557      |

Anmerkung: Volkszählungsdaten

## Verkehr
Jermakowskoje liegt an der föderalen Fernstraße R257 Jenissei (ehemals M54) von Krasnojarsk über die chakassische Hauptstadt Abakan weiter über die tuwinische Hauptstadt Kysyl zur mongolischen Grenze.
Die nächstgelegene Bahnstation ist Minussinsk an der „Südsibirischen Magistrale“ Nowokusnezk – Abakan – Taischet.